# Gmina Stockholm (Iowa)

Położenie Gminy Stockholm w hrabstwie Crawford

Gmina Stockholm (ang. Stockholm Township) – gmina w USA, w stanie Iowa, w hrabstwie Crawford. Według danych z 2000 roku gmina miała 231 mieszkańców, a jej powierzchnia wynosi 92,34 km².